# أشويني
أشويني (بالإنجليزية: Ashwini)‏ هي ممثلة هندية، ولدت في 14 يوليو 1969، وتوفيت في 23 سبتمبر 2012.

## وصلات خارجية
- أشويني على موقع IMDb (الإنجليزية)
- أشويني على موقع قاعدة بيانات الفيلم (الإنجليزية)